# Une exécution ordinaire (film)
Pour l’article homonyme, voir Une exécution ordinaire (roman).
Pour plus de détails, voir Fiche technique et Distribution.
Une exécution ordinaire est un film français réalisé par Marc Dugain et sorti en 2010.
Il s'agit de l'adaptation de la première partie, intitulée Je ne suis que Staline, de son roman homonyme paru en 2007. Le principal personnage est Staline, dont le rôle est tenu par André Dussollier.
Le film, qui se déroule entre l'automne 1952 et le printemps 1953 principalement à Moscou, raconte comment Anna, médecin urologue dotée d'un don de magnétiseuse, est appelée au Kremlin pour soulager les douleurs de Staline, à la fois bienveillant et barbare. Mais ces soins doivent rester totalement secrets, ce qui a des conséquences pour Anna et pour ses proches.

## Synopsis
Fin 1952, Anna Atlina (Marina Hands), jeune urologue dans un hôpital moscovite et qui fait preuve par ailleurs d'un don incontestable de magnétiseuse, attire beaucoup de patients, ce qui ne va pas sans susciter la jalousie de nombre de ses collègues. Elle doit en outre repousser régulièrement les avances de son chef de service libidineux et menaçant (Grégory Gadebois), tandis que le directeur de l’hôpital (Tom Novembre), secrètement amoureux d’elle, s’efforce au contraire de la protéger. Ce dernier l’informe ainsi de l’existence d’une pétition contre elle lui reprochant des méthodes de travail individualistes, obscurantistes et antisocialistes.
Anna et Vassili, son mari physicien (Édouard Baer), vivent dans un petit appartement, privilège rare réservé à l'élite, mis à leur disposition par le régime, sous la surveillance intrusive et déplaisante du concierge de l’immeuble (Denis Podalydès), indicateur du KGB. Ils s’aiment passionnément et cherchent vainement à avoir un enfant. Ils se réfugient tous deux dans le travail (Vassili « travaille comme un fou » car, confie-t-il, « si je ne travaille pas, je pense et si je pense, je meurs »). Son supérieur étant brusquement « tombé malade », Vassili est destiné à le remplacer, ce qui ne va pas sans l’inquiéter, car il va ainsi se trouver davantage exposé. La vie quotidienne, toute empreinte de grisaille, est faite de pénurie, de dénonciations et de contrôles incessants pratiqués par une police toute puissante. Seul l’amour que se portent ces deux êtres leur permet d’oublier un peu chaque soir cette atmosphère glauque et pesante. Encore faut-il qu’ils soient discrets car, selon le concierge, qui, tel une araignée dans sa toile, sort toujours opportunément de sa loge lorsqu’Anna entre ou sort de l’immeuble, les voisins « se plaignent de ses cris de jouissance ».
Un jour, l'existence d’Anna est bouleversée : des agents du KGB frappent à la porte de son bureau à l’hôpital et lui intiment l’ordre de les suivre immédiatement. Elle est emmenée au Kremlin, empoignée lorsqu’on la sort de la voiture et, tandis qu’elle suit les policiers dans des couloirs interminables et sinistres, personne ne répond à ses questions. Parvenue dans une vaste pièce où des gardes impavides et immobiles se font face, on lui intime l’ordre de s’asseoir et, quand elle demande la permission d’aller aux toilettes, on le lui interdit en attendant la fouille. Bientôt, on vient la chercher et elle est introduite dans un grand bureau où elle fait face à Staline (André Dussollier) en personne. Terrorisée, elle lui donne du « Maître », tandis que celui-ci, paternaliste et bonhomme, lui demande de l’appeler seulement « Camarade ». Il lui indique que, depuis que le complot des blouses blanches a été démasqué, il n’a plus de médecin personnel, qu’il a été informé de ses talents de magnétiseuse, qu’il souffre, notamment d’une jambe, et aimerait qu’elle le soulage, ce dont elle s’acquitte avec promptitude et non sans angoisse.
Satisfait de ses services, le dictateur paranoïaque s'enquiert alors de sa famille et de son mari et lui indique qu’il attend d’elle une discrétion absolue. Il exige, sans plus de ménagements, qu’elle quitte tout de suite son mari.
Accablée, Anna rentre chez elle, y retrouve Vassili et lui dit aussitôt, sans autres explications, qu'elle a rencontré un autre homme « haut placé » et qu’il faut qu’ils se séparent immédiatement. Vassili, abasourdi et anéanti, ne comprend pas, mais, pressentant sans doute quelque terrible secret, ne s’oppose pas à l’exigence d’Anna.
Anna retourne à l'hôpital, à la stupéfaction générale, car on n’est pas habitué à revoir aussi rapidement — et intactes — des personnes emmenées par des agents du KGB. Et sa double vie commence. Pour sortir de cette situation impossible, Anna vole un flacon à l’hôpital et confectionne une gélule de cyanure, à toutes fins utiles (pour elle ou pour le tyran ?). Las, à son arrivée pour la deuxième séance avec le dictateur, elle est fouillée et la gélule est confisquée. Plus tard, Staline lui demandera — sans trop s’attarder car, s’il n’a pas plus confiance en cette femme que dans le reste de l’humanité, il a trop besoin d’elle pour s’en séparer tout de suite — à qui était destiné ce cyanure et veut bien se satisfaire de la réponse qu’elle lui donne : la gélule était pour elle.
Inquiet de ce qu'elle pourrait révéler à ses proches, Staline fait emprisonner tous les membres de son entourage. Un jour, des policiers viennent ainsi arrêter son mari à leur domicile pour l'enfermer à la Loubianka, prison centrale du régime. Avec un cynisme tranquille, Staline, qui « ne veut pas être taxé de favoritisme », lui confie avoir résolu ainsi le problème que posait le divorce du couple s'agissant du logement familial. Alors qu’elle le supplie d’épargner Vassili, Staline lui demande si elle savait que son mari était d’origine juive puis, avec un sadisme bonhomme, lit des extraits d’un rapport qui lui a été adressé. Certes, on a un peu torturé son mari (« on lui a cependant laissé le seul testicule qu’il possède ») — sans doute pour bien faire, alors que lui, Staline, n’avait rien demandé en ce sens, croit-il bon de préciser — mais « il est en bonne santé ». Comme le pays a besoin de physiciens, Vassili ira dans un centre nucléaire, où lui, qui ne boit pas, devra « bien sûr » se mettre à l’alcool pour se protéger des radiations. Et Staline se laisse ensuite aller à monologuer, faisant ainsi à Anna des confidences d’ordre géopolitique — notamment sur Hitler, Roosevelt et Truman — et sur sa philosophie de l’existence, où cynisme et machiavélisme le disputent à la brutalité. Non sans perversité, il lui demande ensuite si elle se rend compte combien ces apartés sont dangereux pour elle. 
Elle accompagne ensuite Staline lors d’un déplacement dans sa datcha de Géorgie où un domestique avec lequel elle échange quelques mots lui fait part de sa joie à la suite de la naissance de son petit-fils, Vladimir Vladimirovitch Poutine.
Rentré à Moscou, Staline est pris d'un violent mal de tête et repousse Anna, qui ne lui est plus d’aucun secours. Puis, il s’assoupit. Pendant qu’il dort, Anna trouve sur son bureau un ordre manuscrit visant à « la faire disparaitre ». Le dictateur se réveille, se dresse, fait quelques pas, puis s’écroule, saisi de convulsions dues à une attaque. Anna se précipite sur l’ordre d’exécution la concernant, le mâche, l’avale et part comme si de rien n'était en laissant le dictateur mourant sur le tapis de son bureau.
Des images d'archives télévisées montrent alors la foule éplorée faisant la queue pour saluer une dernière fois la dépouille du despote.
Plus tard, Vassili, vieilli de dix ans, hébété, le visage tuméfié, réintègre l'appartement. Anna lui dit qu’elle l’aime, qu’elle n’a jamais aimé que lui, et il répond en lui disant que tout cela n’a été qu’un rêve…

## Fiche technique
- Titre : Une exécution ordinaire
- Réalisation : Marc Dugain
- Décors : Yves Fournier
- Costumes : Jackie Budin
- Montage : Fabrice Rouaud
- Production : Jean-Louis Livi, Julie Salvador
- Société de production : F comme Film, Cinémage 3
- Pays de production :  France
- Langue : français
- Durée : 105 minutes
- Date de sortie : France - 3 février 2010

## Distribution
- André Dussollier : Joseph Staline
- Alain Stern : Malenkov
- Gilles Gaston-Dreyfus : Beria
- Marina Hands : Anna
- Édouard Baer : Vassili, mari d'Anna, physicien dans un ministère[pas clair]
- Anne Benoît : Alexandra, mère d'Anna
- Gilles Ségal : Anton, oncle d'Anna
- Denis Podalydès : le concierge de l'immeuble où vivent Anna et Vassili
- Tom Novembre : le directeur de l'hôpital
- Fabienne Luchetti : la secrétaire du directeur
- Grégory Gadebois : le chef de service d'Anna à l'hôpital
- Marie Payen : la patiente n° 1 d'Anna
- Amandine Dewasmes : la patiente n° 2 d'Anna
- Régis Romelé : le docteur Gregoriev
- Vincent Ozanon : le milicien n° 1
- Horatiu Bob : le milicien n° 2
- Denis Falgoux : le secrétaire du Kremlin
- Agnieszka Kasprzak : la secrétaire infirmière
- François Raffenaud : le directeur de la prison
- Valentin Popescu : Bolchakov
- Sophie Pincemaille : la garde n° 1
- Nathalie Bécue : la garde n° 2
- Miglen Mirtchev : le policier n° 1 (arrestation)
- Stéphane Alexandre : le policier n° 2 (arrestation)
- Airy Routier : le policier du car
- Thierry Hancisse : l'ouvrier
- Marcel Horobet : le cuisinier « frais ruisseau »
- Jean-François Elberg : professeur Chomsky
- Jean-Pol Brissart : Lozgatchev
- Joëlle Séchaud : Boutouzova

## Autour du film

### Aspects historiques
- La prestation d'André Dussollier en tant que Staline a été bien perçue[réf. nécessaire].
- Une séquence évoque le fait que Staline regardait des films américains en petit comité (en l'occurrence, un western) avec un traducteur particulier dont il n'était pas très satisfait.
- Au cours du film, Staline écoute un disque du concerto pour piano no 23 de Mozart. Ce disque, enregistré lors d'un concert organisé à cette seule fin à la demande du dictateur après un concert non enregistré diffusé à la radio, était présent sur le tourne-disques du dictateur au moment de sa mort.

### Détails scénaristiques
- Au début du film, Vassili écoute un disque du deuxième concerto pour piano de Dmitri Chostakovitch, alors que cette œuvre date de 1957.
- Lors du séjour en Géorgie, Anna demande à un vieux majordome qui lui apporte à manger s'il a des enfants. Il lui répond qu'il est même grand-père depuis peu, d'un petit Vladimir Vladimirovitch Poutine (actuel chef d'état et ancien premier ministre de la fédération de Russie), qui est effectivement né en octobre 1952.